# Janie Eickhoff
Janie Eickhoff, verh. Eickhoff Quigley (* 15. Juni 1970 in Long Beach, Kalifornien) ist eine ehemalige US-amerikanische Bahnradsportlerin.
Janie Eickhoff gehörte von Ende der 1980er bis Mitte der 1990er Jahre zur Elite der US-amerikanischen Bahnradsportlerinnen, 1987 wurde sie zweifache Junioren-Weltmeisterin in der Einerverfolgung und im Sprint. In den folgenden Jahren errang sie zehn nationale Titel in der Verfolgung, im Zeitfahren und im Punktefahren. Bei den UCI-Bahn-Weltmeisterschaften 1989 wurde sie Dritte im Punktefahren, bei der Bahn-WM 1991 Dritte im Punktefahren und Zweite in der Verfolgung, 1992 nochmals Dritte im Punktefahren. 1993 und 1994 wurde sie jeweils Dritte in der Verfolgung.
1989 wurde Eickhoff vom US-amerikanischen Radsportverband zur Woman Amateur Cyclist of the Year gewählt.